# Jeremy Horne
(en) Statistiques sur pro-football-reference
Jeremy Roger Horne (né le 25 octobre 1986 à Albany) est un joueur américain de football américain. Il a joué en NFL de 2010 à 2012 avec les Chiefs de Kansas City.

## Carrière

### Université
Horne entre d'abord à l'université de Syracuse où il entre au cours de sept matchs en 2006, surtout en équipe spéciale, comme kick returner. Il est transféré en 2007 à l'université du Massachusetts avec qui il reçoit quatre-vingt-cinq passes en trois ans pour 1343 yards et onze touchdowns.

### Professionnel
Jeremy Horne n'est sélectionné par aucune équipe lors du draft de la NFL de 2010. Il signe comme agent libre non drafté avec les Chiefs de Kansas City. Lors des six premiers matchs de la saison, il est en équipe active et entre au cours de trois de ces matchs mais ne reçoit aucune passe. Il est ensuite relégué en équipe d'entraînement. Le 11 janvier 2011, il signe un nouveau contrat avec Kansas City. Au début de la saison 2011, il est libéré et signe avec l'équipe d'entraînement. Le 21 septembre, il revient en équipe active après que Jamaal Charles déclare forfait pour le reste de la saison à cause d'une blessure. En 2012, il est résilié mais revient en équipe d'entraînement avant de revenir en équipe active, sans y jouer de match cependant.
Libéré après la saison 2012, il signe avec les Giants de New York le 12 mai 2013. Le 30 juillet, il se blesse au pied et coupé deux jours plus tard.

## Palmarès
- Troisième équipe de la Colonial Athletic Conference (CAC) 2008